# Enclothed Cognition
Als Enclothed Cognition wird der allgemeine Einfluss von Kleidung auf die psychologischen Prozesse des Trägers bezeichnet. Der Begriff wurde von Hajo Adam und Adam D. Galinsky geprägt, die 2012 in einem Experiment mit weißen Laborkitteln die Auswirkungen von Kleidung nachwiesen. Sie stellten die Hypothese auf, dass getragene Kleidung die psychologischen Prozesse des Trägers aufgrund der Aktivierung abstrakter Konzepte durch ihre symbolische Bedeutung beeinflusst.